# عبد الله بن سليم الرشيد
عبد الله بن سُلَيْم الرُّشَيْد (ولد 1385 هـ / 1965 م) شاعر وباحث ومحقِّق سعودي، متخصِّص في نقد الأدب العربي القديم، وصدر له العديد من المؤلفات في نقد الشعر والنثر، وعدد من الدواوين الشعرية، وحصل على عدد من الجوائز منها: جائزة وِزارة الثقافة والإعلام للكتاب لعام 2017 فرع الدراسات الأدبية والنقدية، وجائزة مجمع الملك سلمان العالمي للغة العربية عام 2024.

## سيرته
وُلد عبد الله بن سُلَيْم الرُّشَيْد في محافظة الغاط عام 1385هـ/ 1965م. حصل على درجة الدكتوراه في الأدب والنقد (النثر العربي القديم) من جامعة الإمام محمد بن سعود الإسلامية عام 1421هـ (2000م).
عمل أستاذًا للأدب والنقد في قسم الأدب في جامعة الإمام محمد بن سعود الإسلامية. وعُيِّن وكيلًا للقسم عامي 1420 و1421هـ، ورأسَ قسم الأدب من عام 1426 إلى 1429هـ.

## آثاره

### الإنتاج الأدبي
- (خاتمة البروق) صدر عن النادي الأدبي بالرياض 1992.
- (حروف من لغة الشمس) صدر عام 1421.[7]
- (أوراد العشب النبيل) صدر عام 2006.[8]
- (نسيان يستيقظ) صدر عام 2010.[9]
- (قنديل حذام) صدر عام 2016.[10]
- (الغَمرات يليه ديوان المثنويّات) صدر عام 2019.
- (مقهور ومبهور مقابسات ومنابسات) صدر عام 2024.

### الإنتاج العلمي
- (رجل الصناعتين شفيق جبري) صدر عام 1994.[11]
- (الأفاكيه والنوادر مدخل لتدريس فنون اللغة العربية) صدر عام 2002.[12]
- (ما بقي من كتاب الرِّحل لأبي القاسم الخوارزمي) [جمع وتعليق] صدر عام 2009.[13]
- (مدخل إلى دراسة العنوان في الشعر السعودي) صدر عام 2008.[14]
- (مُقَطّعات الأعراب النثرية إلى نهاية القرن الرابع في المصادر الأدبية جمعًا وتوثيقًا) صدر عام 2006.
- (مجتمع البادية القديم من خلال مُقَطّعات الأعراب) صدر عام 2006.[15]
- (أدب الصحراء: دراسة في مُقَطّعات الأعراب النثرية) صدر عام 2006.
- (السيف والعصا، مذاكرات في مشكلة الفصحى والعامية) صدر عام 2006.
- (دواوين لشعراء مغمورين: جمعًا وتحقيقًا ودراسة) صدر عن مركز الملك فيصل للبحوث والدراسات الإسلامية بالرياض 2010.
- (وقوفًا بها: ثلاث ظواهر في الشعر العربي الحديث) صدر عام 2011.[16]
- (شعر الجن في التراث العربي: مظاهر وقضايا ودلالات) صدر عام 2012.[17]
- (الطب والأدب: علائق التاريخ والفن) صدر عام 2014.[18]
- (اللغة العربية في فضائيات الأطفال، الواقع والطموح) صدر عام 2014.
- (في حومة الحرف: دراسات ومقالات عن الأدب العربي في المملكة العربية السعودية) صدر عام 2014.
- (تنوّرتُها من أذرعات: دراسات في الشعر تليدِه وطريفه) صدر عام 2015.[19]
- (الحدقة والأفق: دراسات في النثر تليده وطريفه) صدر عام 2016.[20]
- (جواهر الكَلِم وفرائد الحكَم المنسوب لعلي بن عُبيدة الريحاني) [تحقيق ودراسة] صدر عام 2016.
- (خُصاص كَرْم دراسات في شعر مغمورين من عصور شتى) صدر عام 2017.
- (ماء الثماد: دراسات في شعر بعض المغمورين) صدر عام 2019.
- (تدوين المجون في التراث العربي: عرض وكشف وتأويل) صدر عام 2021.[21]
- (بانت سعاد بان سعيد: غزل المرأة الشعرية المضادة) صدر عام 2022.[22][23]
- (المصون والزمام، لعلي بن عَبيدة الريحاني)، [تحقيق] صدر عن نادي القصيم الأدبي عام 2022م.
- (كتابة البحث العلمي مبادىء ونظرات وتجارب) صدر عام 2023.
- (قراءة التراث الأدبي: صُوى ومعالِم) صدر عام 2023.

### صدر عنه
- (استلهام التراث في شعر عبدالله بن سليم الرشيد: دراسة إنشائية) تأليف: سارة بنت سليمان العثمان الدريهم. صدر عام 2022.[24]

## جوائزه
- 2017: حصل على جائزة وزارة الثقافة والإعلام للكتاب للعام فرع الدراسات الأدبية والنقدية عن كتابه (الحدقة والأفق: دراسات في النثر تليدة وطريفة).[25]
- 2024: حصل على جائزة غازي القصيبي (فرع الأدب) في دورتها الثانية، وذلك عن تجربته الشعرية المميزة.[26]
- 2024: حصل على جائزة مجمع الملك سلمان العالمي للغة العربية (فرع أبحاث اللغة العربية/ الأفراد).[4]
- 2025: كُرّم من نادي الرياض الأدبي ومجاز للتواصل والثقافة؛ وذلك تقديراً لمسيرته الشعرية.[27]